# Les Gens du Quai
Les Gens du Quai est une compagnie de danse contemporaine créée en 1993 à Montpellier, en France.
Elle est dirigée par Anne Lopez (chorégraphe, interprète) et François Lopez (compositeur, interprète), qui sont frère et sœur.
Outre leurs créations chorégraphiques, performances et concerts, les Gens du Quai interviennent lors d'ateliers avec des amateurs, ou en milieu scolaire, médico-éducatif ou psychiatrique. Anne Lopez, prix du nouveau talent chorégraphique de la SACD en 2004 pour sa pièce De l'avant invariablement, est également enseignante et conférencière,.

## Travaux

### Créations chorégraphiques
- Lopez & Lopez (2022)
- La Brêche (2022)
- Tribu in situ (2021)
- Tribu (2019)
- Paradox (2016)
- Trident (2016)
- Celui d'à côté (2015)
- Comment j'ai réussi à ne pas aplatir mon mari (2015)
- Miracle (2013)
- Mademoiselle Lopez (solo, 2012)
- Feu à volonté (2010)
- Duel (2009)
- La Menace (2008)
- Idiots mais Rusés (2007)
- Face à vous (2005)
- De l'avant invariablement (2004)
- Litanies (2002)
- De l'autre (solo, 2002)
- Révoltes (2000)
- Écoute Œnone (solo, 1999)
- L'Invité (1999)
- Meeting (1998)

### Performances

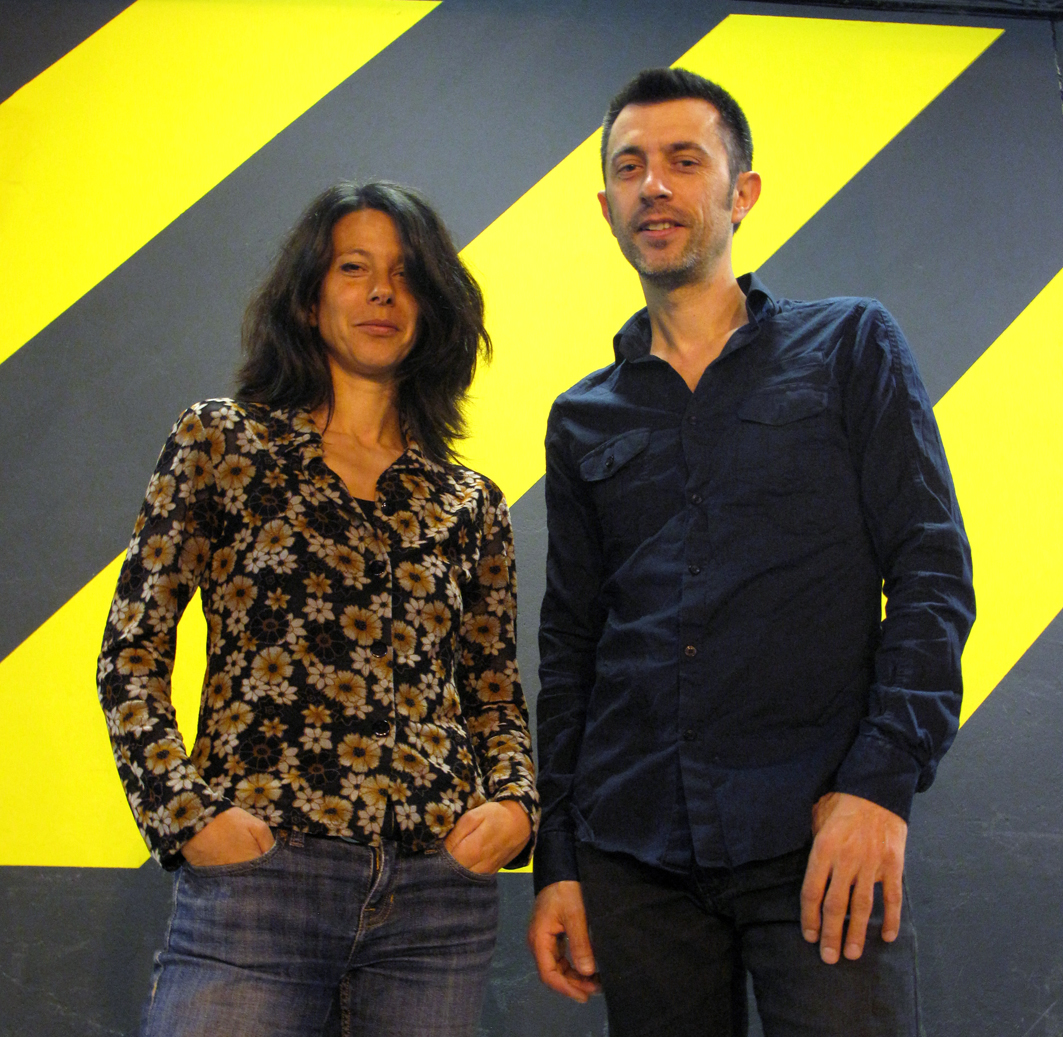
Anne Lopez & François Lopez.

- Télescopage insolite (au Carré d'art, le musée d'art contemporain de Nîmes, lors de la nuit européenne des musées 2012)
- Le Grand Direct (au Centre Régional d'Art Contemporain de Sète, 2011)
- Potlatch
- Organic
- Pixels
- Vox populi
- Petite ligne
- La Ligne jaune

### Films
- 10 Petits Danseurs[f 1]
- Les Géographes, ceux qui écrivent l'espace[f 1]

### Web
- menace-tv[s 2]

### Concert
- Le Concert insolite (Frédéric Tari & François Lopez)

## Diffusion
Quelques-unes des représentations, tant en France qu'à l'étranger :
- Meeting, lors du festival « Tanec Dnes » à Banská Bystrica en Slovaquie,
- Écoute Œnone, Festival « Plurielles », au théâtre de Saragosse à Pau, en 2000[p 4]
- De l'autre :
  - Création au théâtre Paul-Éluard de Bezons en 2001,
  - Festival « Plurielles », au théâtre de Saragosse à Pau, en 2001[p 5]
- Révoltes, en juillet 2001 lors de la Biennale des Jeunes créateurs d’Europe à Sarajevo ( Bosnie-Herzégovine)
- Face à vous, au festival Uzès danse en 2005[p 6]
- La Menace, au festival Uzès danse en 2009[p 7]
- Duel, en clôture de l'édition 2014 du festival Black Box à Plovdiv ( Bulgarie)
- Comment j'ai réussi à ne pas aplatir mon mari, en ouverture du festival Black Box 2015,
- Le Concert insolite, lors de ce même festival,
- Celui d'à côté, première en octobre 2015 à Rio de Janeiro ( Brésil),
- rétrospective incomplète, en mars 2017, au studio du Regard du cygne[a 3], à Paris.